# Convoi PQ 15
Le convoi PQ 15 est le nom de code d'un convoi allié durant la Seconde Guerre mondiale. Les Alliés cherchaient à ravitailler l'URSS qui combattait leur ennemi commun, le Troisième Reich. Les convois de l'Arctique, organisés de 1941 à 1945, avaient pour destination le port d'Arkhangelsk, l'été, et Mourmansk, l'hiver, via l'Islande et l'océan Arctique, effectuant un voyage périlleux dans des eaux parmi les plus hostiles du monde.
Il part de Oban en Écosse le 10 avril 1942 et arrive à Mourmansk en URSS le 5 mai 1942.

## Composition du convoi
Ce convoi PQ 15 se compose de 26 navires, sous la direction du Captain H J Anchor sur le Botavon.
| Nom                      | Nationalité      | Tonnage (GRT) | Notes                                                                           |
| ------------------------ | ---------------- | ------------- | ------------------------------------------------------------------------------- |
| Alcoa Cadet (1919)       | United States    | 4 823         | Perdu en Russie du Nord après son arrivée                                       |
| Alcoa Rambler (1919)     | United States    | 5 500         | À Reykjavik le 15-26 avril                                                      |
| Bayou Chico (1920)       | United States    | 5 401         |                                                                                 |
| Botavon (1912)           | Royaume-Uni      | 5 848         | Torpillé et coulé plus tard par une escorte du convoi Navire Commodore          |
| Cape Corso (1929)        | Royaume-Uni      | 3 807         | Coulé par une torpille d'avion                                                  |
| Cape Race (1930)         | Royaume-Uni      | 3 807         | À Reykjavik le 15-26 avril Vice-Commodore                                       |
| Capira (1920)            | Panama           | 5 625         |                                                                                 |
| Deer Lodge (1919)        | United States    | 6 187         | À Reykjavik le 16-26 avril                                                      |
| Empire Bard (1942)       | Royaume-Uni      | 3 114         | Rejoint depuis Reykjavik. Navire transporteur de colis lourds de Russie du Nord |
| Empire Morn (1941)       | Royaume-Uni      | 7 092         | CAM ship à Reykjavik le 16–26 avril                                             |
| Expositor (1919)         | United States    | 4 959         | À Reykjavik le 15-26 avril                                                      |
| Francis Scott Key (1941) | United States    | 7 191         |                                                                                 |
| Hegira (1919)            | United States    | 7 588         |                                                                                 |
| Jutland (1928)           | Royaume-Uni      | 6 153         | Bombardement, coulé par le U-251                                                |
| Krassin (1917)           | Union soviétique | 4 902         | Brise-glace sur le passage                                                      |
| Lancaster (1918)         | United States    | 7 516         |                                                                                 |
| Montcalm (1904)          | Royaume-Uni      | 1 432         | Brise-glace sur le passage                                                      |
| Mormacrey (1919)         | United States    | 5 946         |                                                                                 |
| Mormacrio (1919)         | United States    | 5 940         |                                                                                 |
| Paul Luckenbach (1913)   | United States    | 6 606         |                                                                                 |
| Seattle Spirit (1919)    | United States    | 5 627         |                                                                                 |
| Southgate (1926)         | Royaume-Uni      | 4 862         | À Reykjavik le 16-26 avril                                                      |
| Texas (1919)             | United States    | 5 638         |                                                                                 |
| Topa Topa (1920)         | United States    | 5 356         |                                                                                 |
| Zebulon B Vance (1942)   | United States    | 7 177         |                                                                                 |

## L'escorte
L'escorte du convoi comprenait 44 navires.
| Nom                        | Nationalité                      | Type                           | Notes |
| -------------------------- | -------------------------------- | ------------------------------ | --- |
| HMS Badsworth (L03)        | Royal Navy                       | Destroyer d'escorte            | Escorte du 28 Avr – 5 Mai A sauvé des survivants du Jutland                                                                                      |
| HMS Belvoir (L32)          | Royal Navy                       | Destroyer d'escorte            | Escorte du 28 Avr – 28 Avr |
| HMS Boadicea (H65)         | Royal Navy                       | Destroyer                      | Escorte du 28 Avr – 5 Mai |
| HMS Bramble (J11)          | Royal Navy                       | Dragueur de mines              | Escorte du 26 Avr – 5 Mai |
| HMS Cape Palliser (FY256)  | Royal Navy                       | Chalutier anti-sous-marins     | Escorte du 26 Avr – 5 Mai |
| HMT Chiltern               | Royal Navy                       | Chalutier anti-sous-marins     | Escorte du 26 Avr – 5 Mai |
| HMS Duke of York (17)      | Royal Navy                       | Cuirassé                       | Escorte du 2 mai – 5 Mai |
| HMS Escapade (H17)         | Royal Navy                       | Destroyer                      | Escorte du 2 mai – 5 Mai |
| HMS Faulknor (H62)         | Royal Navy                       | Destroyer                      | Escorte du 2 mai – 5 Mai |
| RFA Gray Ranger (1941)     | Royaume-Uni                      | Pétrolier ravitailleur         | Détaché, arrivé à Lerwick le 8 mai |
| HMS Hursley (L84)          | Royal Navy                       | Destroyer d'escorte            | Escorte du 28 Avr – 28 Avr |
| HMS Inglefield (D02)       | Royal Navy                       | Destroyer                      | Escorte du 28 Avr – 5 Mai |
| ORP Jastrząb (P551)        | Marine polonaise                 | Sous-marin                     | 2 mai 1942, perdu dans un incident de tir ami. 5 membres d'équipage tués et 6 blessés. Le navire a été gravement endommagé et a dû être sabordé. |
| HMS Kenya (14)             | Royal Navy                       | Croiseur                       | Escorte du 28 Avr – 5 Mai |
| HMS King George V (41)     | Royal Navy                       | Cuirassé                       | Escorte du 28 Avr – 2 Mai |
| HMS Lamerton (L88)         | Royal Navy                       | Destroyer d'escorte            | Escorte du 28 Avr – 4 Mai |
| HMS Leda (J93)             | Royal Navy                       | Dragueur de mines              | Escorte du 26 Avr – 5 Mai |
| HMS Ledbury (L90)          | Royal Navy                       | Destroyer d'escorte            | Escorte du 26 Avr – 27 Avr |
| HMS London (69)            | Royal Navy                       | Croiseur lourd                 | Escorte du 30 Avr – 1 Mai |
| USS Madison (DD-425)       | United States                    | Destroyer                      | Escorte du 28 Avr – 6 Mai |
| HMS Marne (G35)            | Royal Navy                       | Destroyer                      | Escorte du 29 Avr – 5 Mai |
| HMS Martin (G44)           | Royal Navy                       | Destroyer                      | Escorte du 29 Avr – 5 Mai |
| HMS Matchless (G52)        | Royal Navy                       | Destroyer                      | Escorte du 28 Avr – 5 Mai |
| HMS Middleton (L74)        | Royal Navy                       | Destroyer d'escorte            | Escorte du 28 Avr – 4 Mai |
| Minerve (Q185)             | Forces navales françaises libres | Sous-marin                     | Escorte du 1 Mai – 5 Mai |
| HMS Nigeria (60)           | Royal Navy                       | Croiseur léger                 | Escorte du 28 Avr – 2 Mai |
| HMS Northern Pride (FY105) | Royal Navy                       | Chalutier anti-sous-marins     | Escorte du 26 Avr – 5 Mai |
| HMS Oribi (G66)            | Royal Navy                       | Destroyer                      | Escorte du 29 Avr – 5 Mai |
| USS Plunkett (DD-431)      | United States                    | Destroyer                      | Escorte du 28 Avr – 6 Mai |
| HMS Punjabi                | Royal Navy                       | Destroyer                      | Escorte du 29 Avr – 1 Mai Perdu lors d'une collision avec le HMS King George V                                                                   |
| HMS Seagull (J85)          | Royal Navy                       | Dragueur de mines              | Escorte du 26 Avr – 5 Mai |
| HMS Somali (F33)           | Royal Navy                       | Destroyer                      | Escorte du 28 Avr – 5 Mai |
| HNoMS St. Albans (I15)     | Norvège                          | Destroyer                      | Escorte du 28 Avr – 5 Mai |
| HMS Sturgeon (73S)         | Royal Navy                       | Sous-marin                     | Escorte du 28 Avr – 1 Mai |
| USS Tuscaloosa (CA-37)     | United States                    | Croiseur lourd                 | Escorte du 28 Avr – 6 Mai |
| HMS Ulster Queen           | Royal Navy                       | Croiseur auxiliaire antiaérien | Escorte du 28 Avr – 5 Mai |
| HMS Unison (P43)           | Royal Navy                       | Sous-marin                     | Escorte du 1 Mai – 5 Mai |
| HNoMS Uredd (P-41)         | Norvège                          | Sous-marin                     | Escorte du 1 Mai – 5 Mai |
| HMS Venomous (D75)         | Norvège                          | Destroyer                      | Escorte du 28 Avr – 5 Mai |
| HMS Victorious (R38)       | Royal Navy                       | Porte-avions                   | Escorte du 28 Avr – 5 Mai |
| HMT Vizalma (FY286)        | Royal Navy                       | Chalutier anti-sous-marins     | Escorte du 26 Avr – 5 Mai |
| USS Wainwright (DD-419)    | United States                    | Destroyer                      | Escorte du 28 Avr – 6 Mai |
| USS Washington (BB-56)     | United States                    | Cuirassé                       | Escorte du 28 Avr – 6 Mai |
| USS Wichita (CA-45)        | United States                    | Croiseur lourd                 | Escorte du 28 Avr – 6 Mai |
| USS Wilson (DD-408)        | United States                    | Destroyer                      | Escorte du 28 Avr – 6 Mai |

## Le voyage
Le convoi Le PQ 15 quitte Reykjavík, en Islande, le 26 avril 1942 avec son escorte locale. Le 28 avril, l'escorte océanique rejoint le convoi, ce qui lui permet de disposer immédiatement d'une escorte totale de 12 navires de guerre.
L'aviation allemande aperçoit le convoi le 28 avril alors qu'il se trouve à 250 milles nautiques (463 kilomètres) au sud-ouest de l'île aux Ours. Cependant, aucune attaque n'a lieu pendant deux jours car l'attention des forces allemandes s'est concentrée sur le convoi QP 11, qui a quitté Mourmansk en Union soviétique le 28 avril.
Le 1er mai, la Luftwaffe allemande lance sa première attaque sur le convoi PQ 15, par six Junkers Ju 88. Les bombardiers allemands ne réussissent pas et perdent l'un d'entre eux.
Le 1er mai également, la force de couverture lointaine subit deux pertes lorsque le King George V et le destroyer HMS Punjabi entrent en collision dans le brouillard. Le Punjabi coule et le King George V est forcé de rentrer au port. Sa place dans le groupe est prise par le cuirassé HMS Duke of York, qui a quitté Scapa Flow pour renforcer la force de couverture.
Les escortes établissent un contact ASDIC le 2 mai, que le destroyer HMS St. Albans et le dragueur de mines HMS Seagull attaquent. Le U-Boot est endommagé et forcé de remonter à la surface; il s'agit du sous-marin polonais Jastrzab, qui est affecté à la patrouille au large de la Norvège, mais qui se trouve à une certaine distance de sa position. Le Jastrzab est trop endommagé pour continuer, il est abandonné et sabordé.
Le 3 mai à 1 h 30, dans la pénombre des nuits d'été de l'Arctique, six bombardiers Heinkel He 111 du I. Gruppe, Kampfgeschwader 26, la nouvelle force de bombardiers torpilleurs de la Luftwaffe, attaquent le convoi, effectuant la première attaque de bombardiers torpilleurs allemands de la Seconde Guerre mondiale. Deux navires sont coulés, et un autre est endommagé puis coulé par le sous-marin allemand U-251. Deux avions sont abattus et un troisième endommagé, qui s'écrase ensuite. Une nouvelle attaque de bombardiers allemands de haut niveau au crépuscule échoue.
La détérioration du temps le 4 mai empêché toute nouvelle attaque allemande; un coup de vent arctique s'est rapidement transformé en tempête de neige. Le 5 mai, le convoi PQ 15 arrive dans la baie de Kola à 21 h sans autres pertes.

## Conséquences
Trois des navires du convoi PQ 15 ont été coulés, le Botavon et le Cape Corso par des torpilleurs et le Jutland endommagé par des torpilleurs et coulé plus tard par un U-251. Parmi les navires de guerre d'escorte, le sous-marin Jastrzab et le destroyer Punjabi ont été coulés et le cuirassé King George V a été endommagé. Cependant, 22 navires marchands à pleine charge sont arrivés sains et saufs à Mourmansk, le plus grand convoi allié jamais arrivé en Union soviétique.
Les Alliés considèrent ce convoi comme un succès, même s'il leur donne un avant-goût des difficultés à venir sur le parcours du convoi arctique.

### Sources
- (en) Cet article est partiellement ou en totalité issu de l’article de Wikipédia en anglais intitulé « Convoy PQ 15 » (voir la liste des auteurs).